# Cementerio de Milltown
El Cementerio de Milltown (en irlandés: Reilig Bhaile an Mhuilinn; inglés: Milltown Cemetery) es un gran cementerio en el oeste de Belfast, Irlanda del Norte, en el Reino Unido.
Se encuentra dentro de Ballymurphy, entre Falls Road y la autopista M1. El cementerio de Milltown abrió sus puertas en 1869 y en la actualidad hay aproximadamente 200.000 ciudadanos de Belfast enterrados allí. La mayoría de las personas sepultadas allí son católicos irlandeses. En el cementerio hay tres grandes sectores de espacio abierto, cada uno del tamaño de un campo de fútbol, designados como "tierra pobre." Más de 80 000 personas están enterradas en suelos "pobres" del cementerio, muchos de los cuales murieron en la pandemia de gripe de 1919. Desde 2007, los 55 acres (220 000 metros cuadrados) del cementerio ha sido objeto de un extenso trabajo, revirtiendo años de abandono.

## Republicanos
Para algunos el cementerio es sinónimo del republicanismo irlandés. Bobby Sands, del IRA, muerto de huelga de hambre el 5 de mayo de 1981, está enterrado en el cementerio. Otros que también hicieron huelga de hambre, como Kieran Doherty, Joe McDonnell o Pat McGeown (que murió años más tarde debido a complicaciones originadas por la huelga de hambre) están también enterrados en el cementerio. Un total de 77 miembros del IRA están enterrados en la parcela republicana del cementerio y otros 34 enterrados en lo que se conoce como parcela del condado de Antrim, la cual estuvo en uso entre los años 1969 y 1972. Por todo el cementerio hay miembros del IRA enterrados en tumbas familiares, algunos de los cuales son Tom Williams, ejecutado en la prisión de Crumlin Road el 2 de septiembre de 1942. El cuerpo de Williams estaba enterrado en dicha prisión hasta enero del año 2000, cuando una campaña llevada a cabo por la National Graves Association (asociación nacional para el cuidado de tumbas), una organización responsable del cuidado de tumbas de fallecidos del IRA, consiguió que se le enterrase en Milltown. Miembros del ejército de liberación irlandés o de la organización para la liberación del pueblo de Irlanda están también enterrados allí.
Estas tumbas suman alrededor del 1 % del total de tumbas del cementerio. La parcela republicana supone un 0,04 % del total.
El cementerio fue protagonista del ataque llevado a cabo en 1988 por parte del paramilitar Michael Stone, el cual atacó el funeral por las víctimas de la operación Flavius en Gibraltar, matando a 3 de los asistentes.

## Tumbas

### Parcela de Harbison
William Harbison murió mientras estaba encarcelado en la prisión de Belfast y fue enterrado en Portmore, Ballinderry. Se erigió una cruz celta en su memoria y la de otros republicanos presos en la prisión del condado de Antrim, en 1912. Esta parcela tiene las tumbas de 5 activistas del IRA:
- Joe McKelvey, Liam Mellows, Dick Barrett y Rory O’Connor que fueron capturados durante el ataque a los juzgados de Dublín. Sin haberse llevado a cabo ningún juicio fueron ejecutados en 1922, por un pelotón de fusilamiento. En 1924, McKelvey fue enterrado en Milltown.
- Sean McCartney fue tiroteado mientras estaba realizando acciones paramilitares el 8 de mayo de 1921 en las montañas de Lappinduff, en el condado de Cavan.
- Terence Perry, en 1939, como parte de la fuerza expedicionaria del IRA, se alistó para realizar actividades en Inglaterra, siendo capturado y encarcelado en la prisión de Parkhurst, muriendo el 7 de julio de 1942.
- Sean Gaffney, voluntario del IRA, fue encarcelado en el buque prisión HMS Al Rawdah, anclado en Strangford Lough. En 18 de noviembre de 1940 murió en dicha prisión.
- Seamus “Rocky” Burns, escapó de la prisión de Derry. Estaba en Belfast cuando fue tiroteado por la policía del Úlster en Castle Street, muriendo el 12 de febrero de 1944.

### Parcela del condado de Antrim
Realizada para conmemorar el levantamiento ocurrido durante la pascua de 1916, esta parcela honra a los muertos irlandeses. 34 muertos del IRA fallecidos en acto de servicio entre finales de los 60 y principios de los 70 están enterrados aquí.

### Nueva parcela republicana

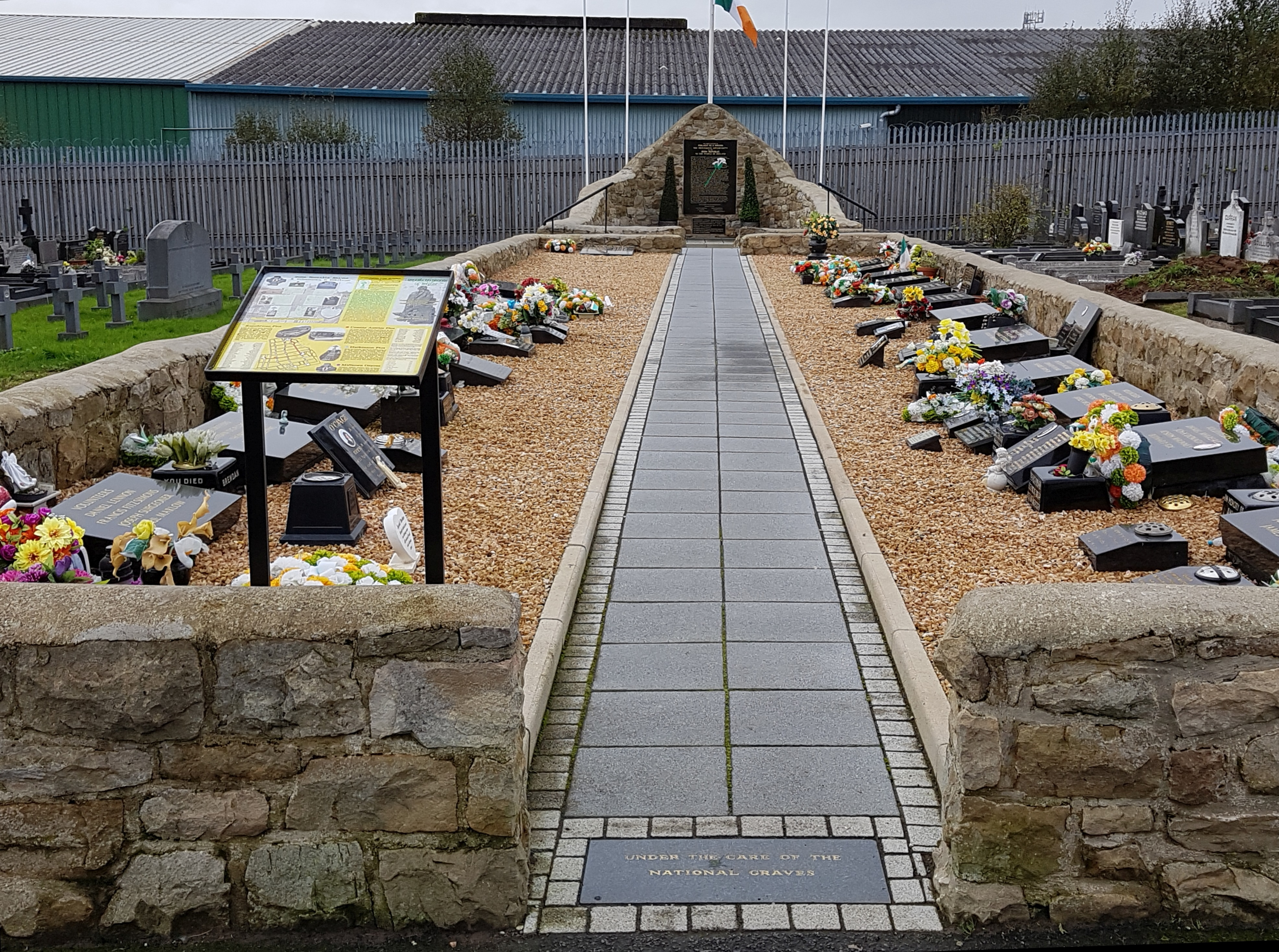
nueva parcela republicana

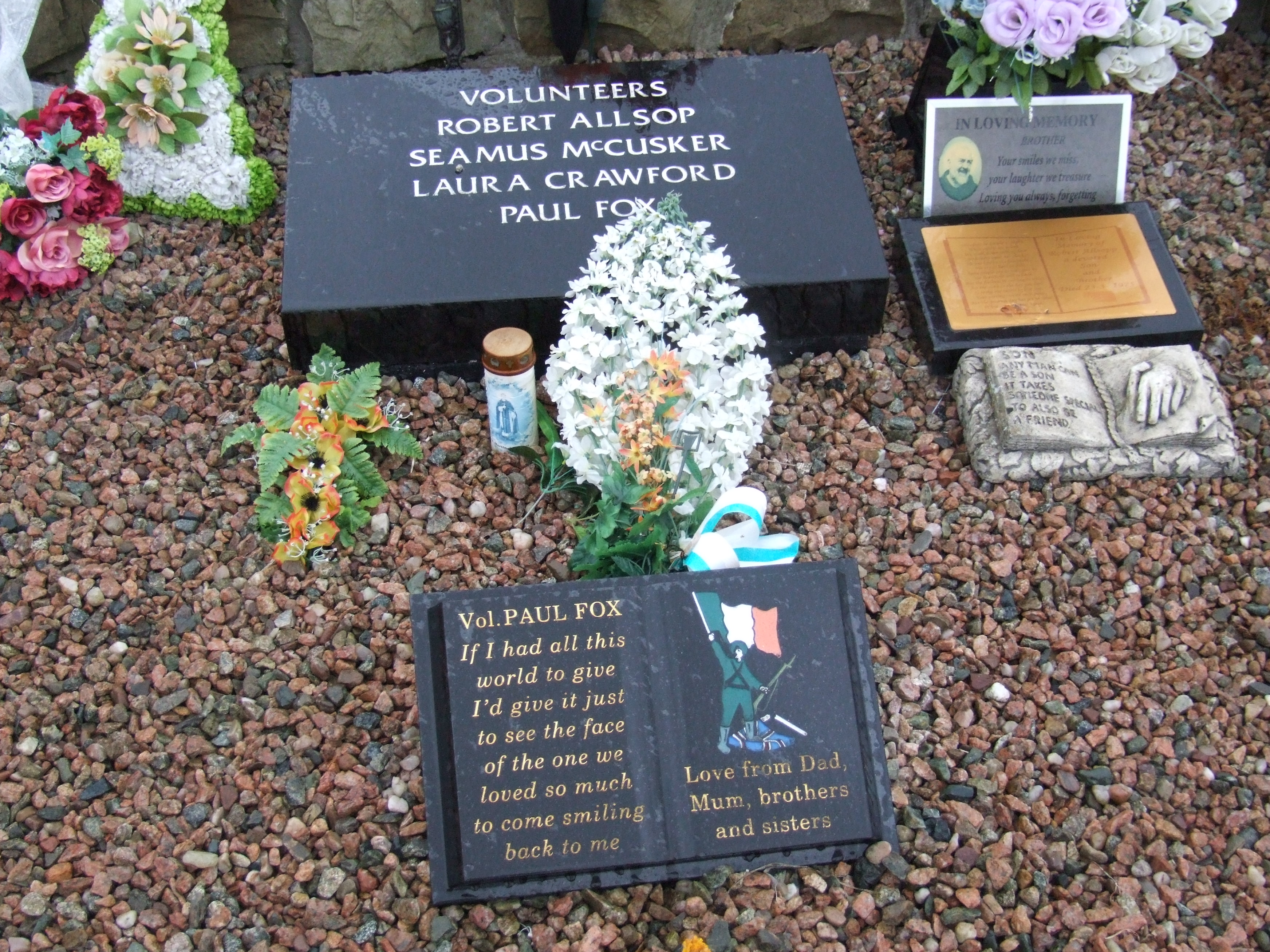
inscripción de una tumba con 4 enterrados

En 1972, la NGA adquirió el suelo que al final se convertiría en esta parcela. Tiene espacio para 46 tumbas, cada una de las cuales puede contener 4 féretros. Los primeros enterramientos tuvieron lugar ese mismo año. Esta parcela contiene los restos de 77 miembros del IRA muertos en actividades paramilitares o como resultado del asesinato o encarcelamiento, no sólo muertos en Belfast sino también en Gibraltar. También están enterrados los muertos debido a las huelgas de hambre.

### Tumba de Winifred Carney
Winifred Carney fue una socialista que murió el 21 de noviembre de 1943, miembro del ejército ciudadano de Irlanda y del Cumann na mBan (organización paramilitar de mujeres irlandesas). En 1916 durante el levantamiento de 1916 era secretaria del comandante James Connolly, fundador del partido socialista republicano irlandés.

### Parcela del ejército de liberación nacional de Irlanda
Contiene las tumbas de dicho ejército

## Fila de los sacerdotes
Otra parte importante del cementerio, que da hacia la carretera de Andersontown, es la parcela de sacerdotes católicos, donde están enterradas importantes figuras culturales y sociales. Muchas de estas tumbas están presididas por cruces celtas. Hay una docena de sacerdotes enterrados allí, casi todos ellos con fuertes vínculos pastorales y familiares en Belfast oeste. Entre los más importantes:
- El obispo Daniel Mageean
- El canónigo James Clenaghan, con un epitafio escrito en irlandés. Fue presidente del St. Malachy’s College
- Canónigo Patrick Rogers
- Monseñor Dean Frank Kerr, sacerdote de la iglesia St. Malachy’s de Belfast
- Reverendo John MacLaverty, administrador de la catedral de St. Peter
- Canónigo Patrick McGouran, sacerdote del sagrado corazón de Belfast
- Monseñor Arthur H Ryan. Sacerdote de St. Brigid, en Belfast
- John McCaughan, antiguo presidente del St. Malachy’s College
- Padre Roibeard Fullerton, condujo la liga gaélica e irlandesa, defensoras del uso de estas lenguas en el Úlster, su epitafio está en irlandés
- Monseñor Dean Gerard Montague, sacerdote de St. Paul, en Belfast

## Tumbas de guerra
La comisión de tumbas de guerra de la Commonwealth mantiene estas tumbas del personal caído en acto de servicio, entre los años 1914 al 1921 y 1939 al 1947. Hay 102 tumbas pertenecientes a la Primera Guerra Mundial y 52 pertenecientes a la Segunda Guerra Mundial, además de 10 tumbas de extranjeros. El punto principal de esta parcela es la cruz erigida después de la Primera Guerra Mundial, próxima a un muro con las inscripciones de los nombres de aquellos cuyas tumbas no pudieron ser marcadas.

## Monumento del ataque a Belfast
El ataque a Belfast ocurrió en abril y mayo de 1941, pereciendo 1000 habitantes en el mismo. Después de enterrar a aquellos que pudieron ser identificados quedaron los cuerpos de aquellos que no pudieron serlo.
Se decidió entonces realizar dos entierros en masa, uno en el cementerio de la ciudad y otro en Milltown. En 2012 este monumento fue restaurado.

## Galería de imágenes

Tumbas más relevantes
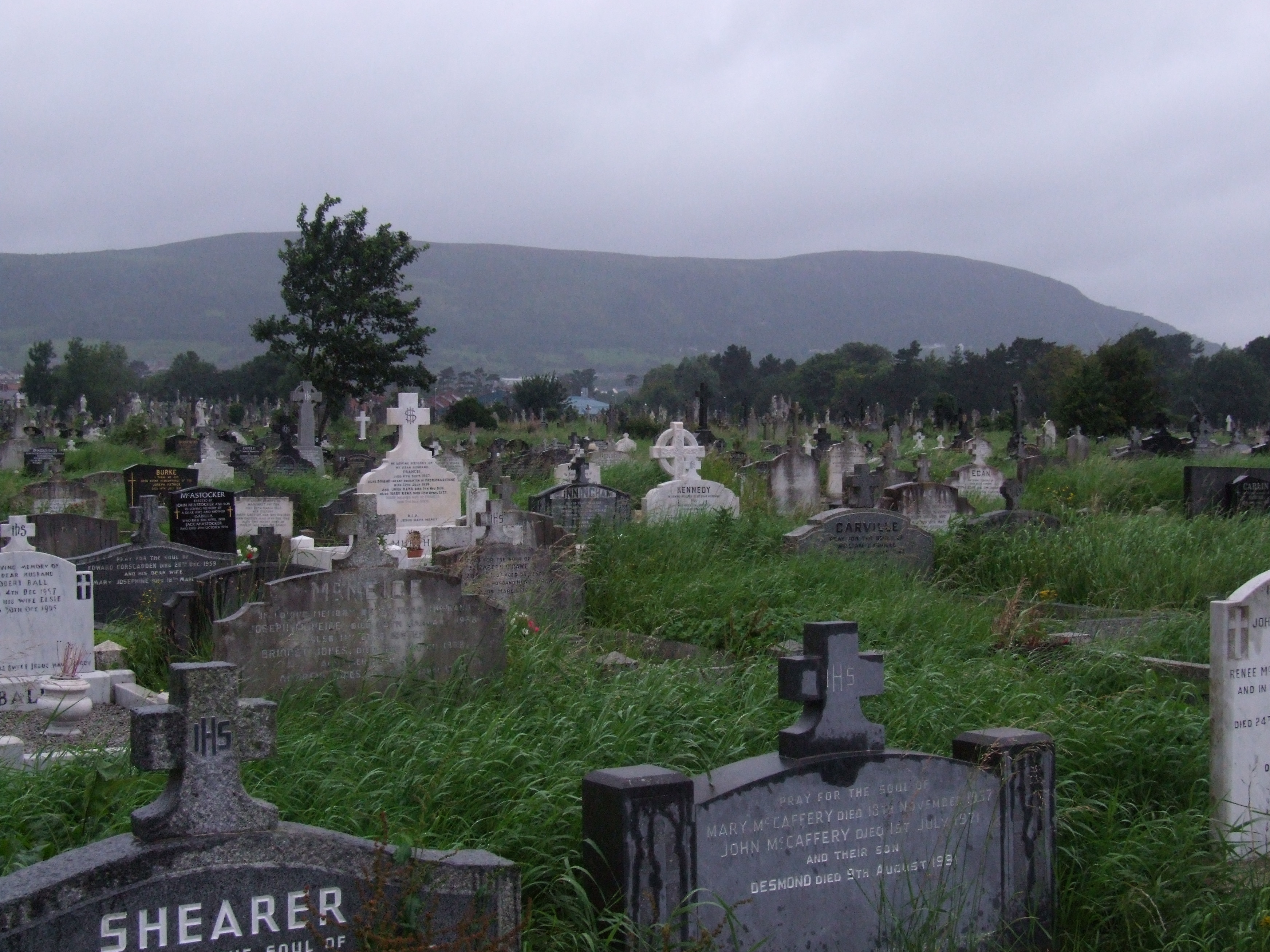
Fotografía tomada antes de los trabajos de restauración
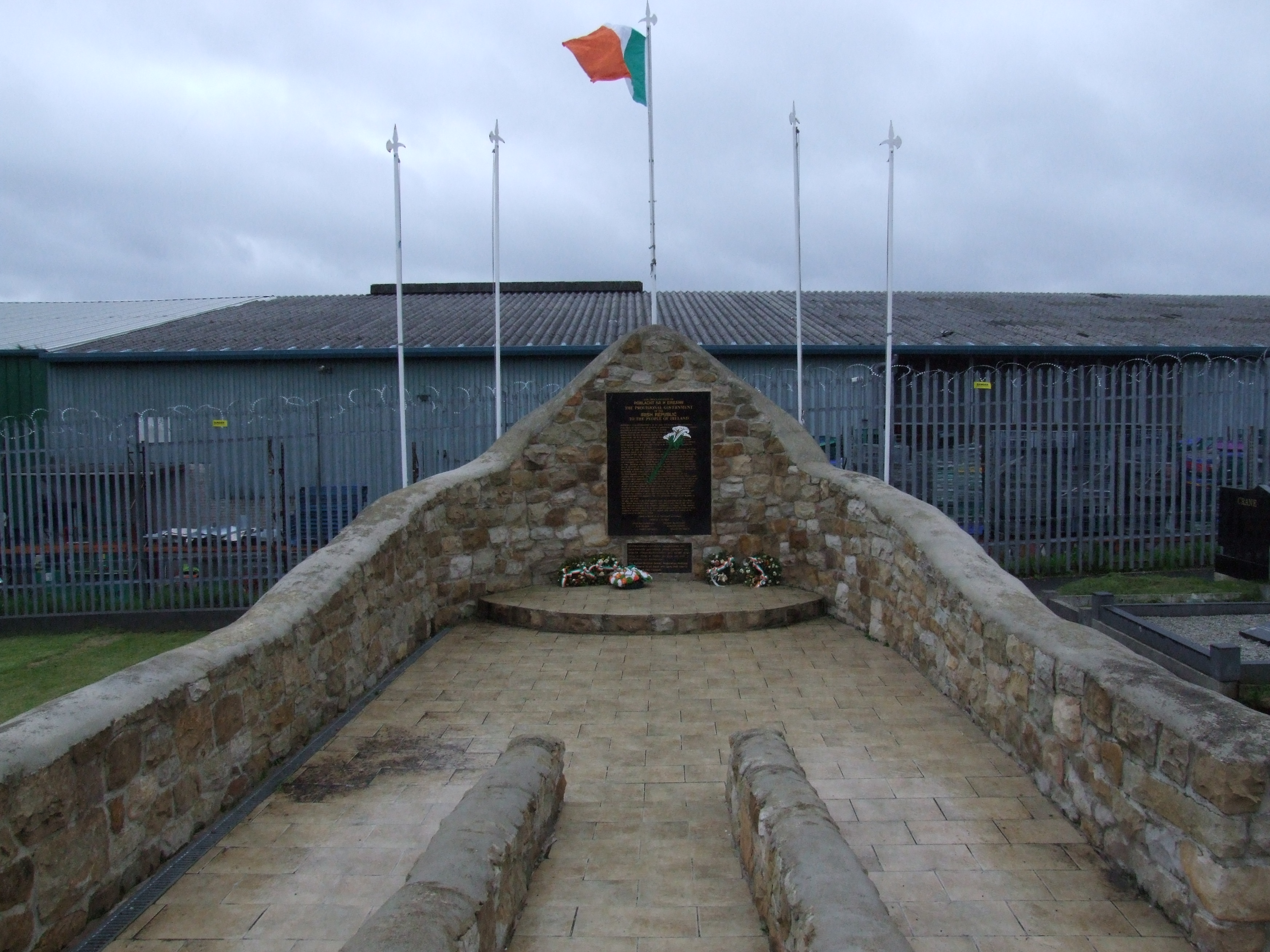
Nueva parcela republicana
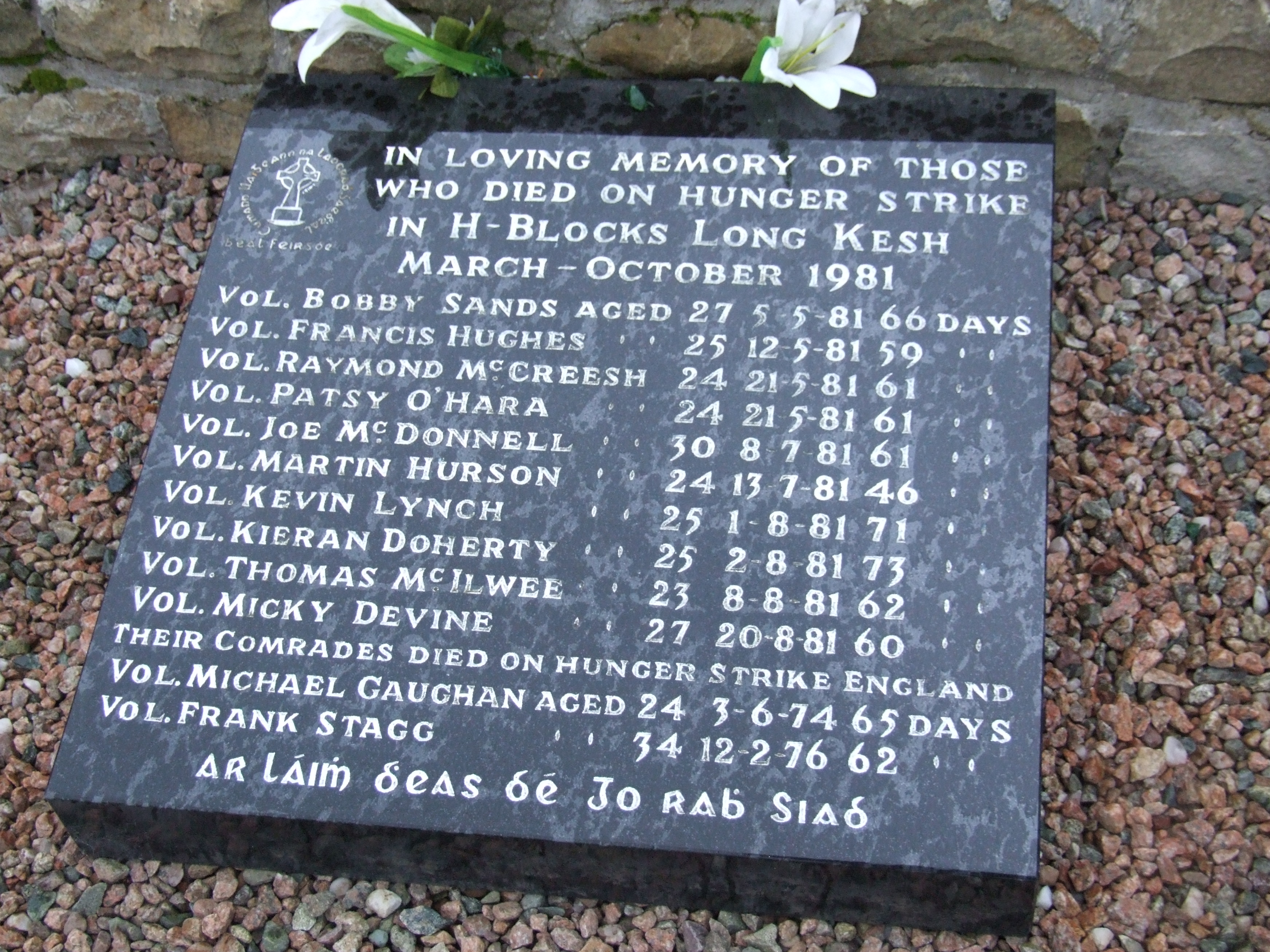
Placa en memoria de los 10 muertos por la huelga de hambre de Long Kesh en 1981
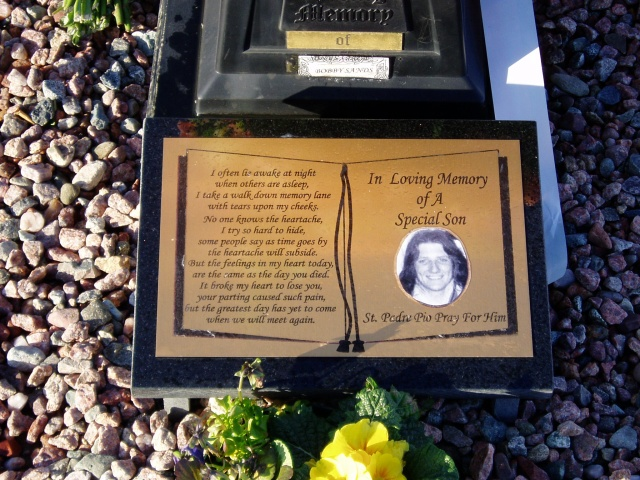
Placa en la tumba del voluntario Bobby Sands
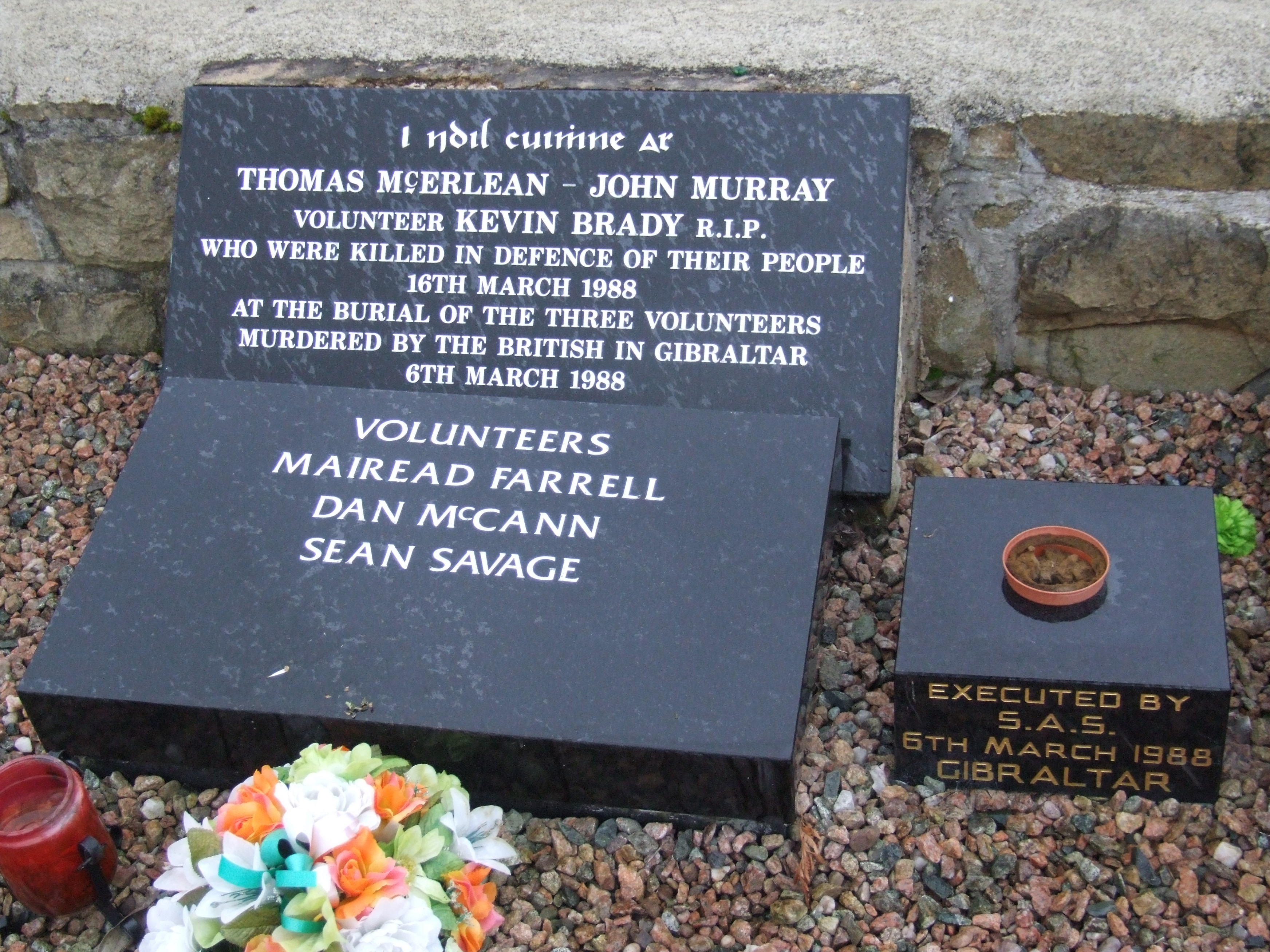
Tumba de los miembros del IRA Dan McCann, Mairead Farrell y Sean Savage asesinados en Gibraltar en 1988
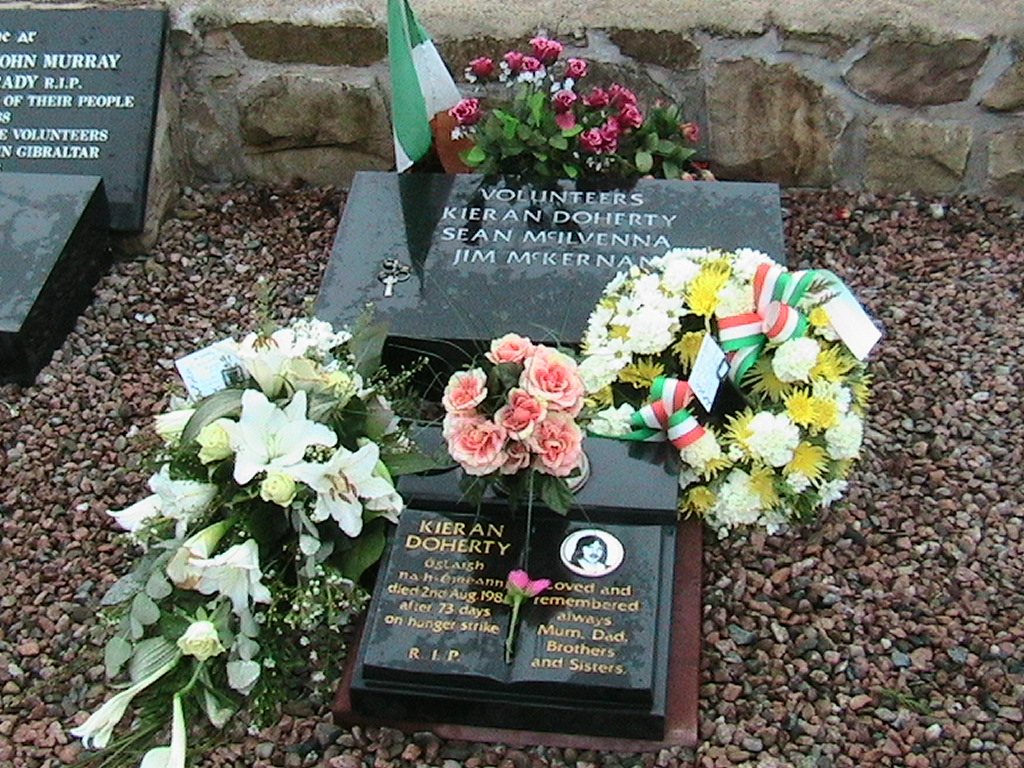
Tumba de Kieran Doherty
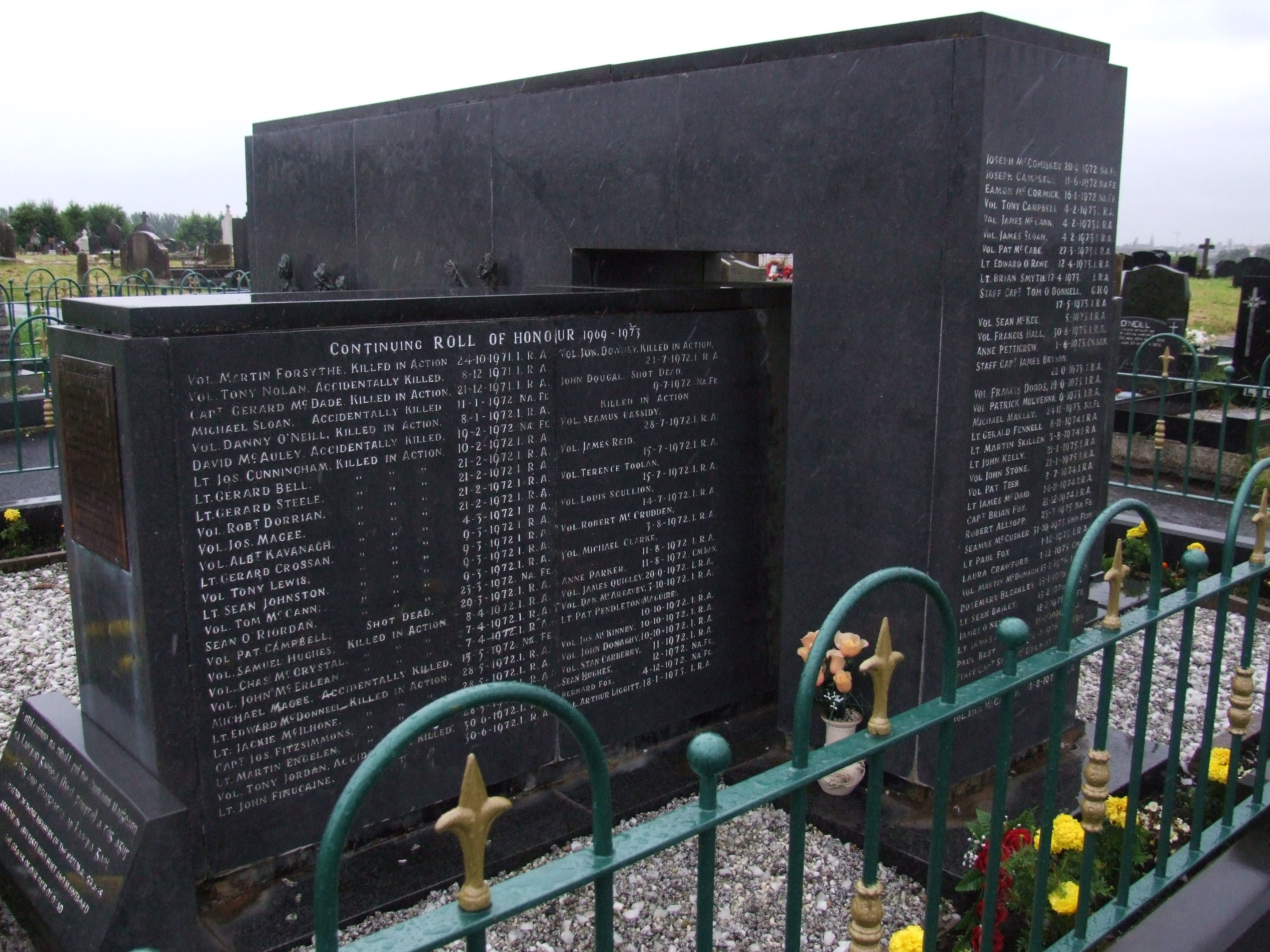
Monumento en la parcela del condado de Antrim
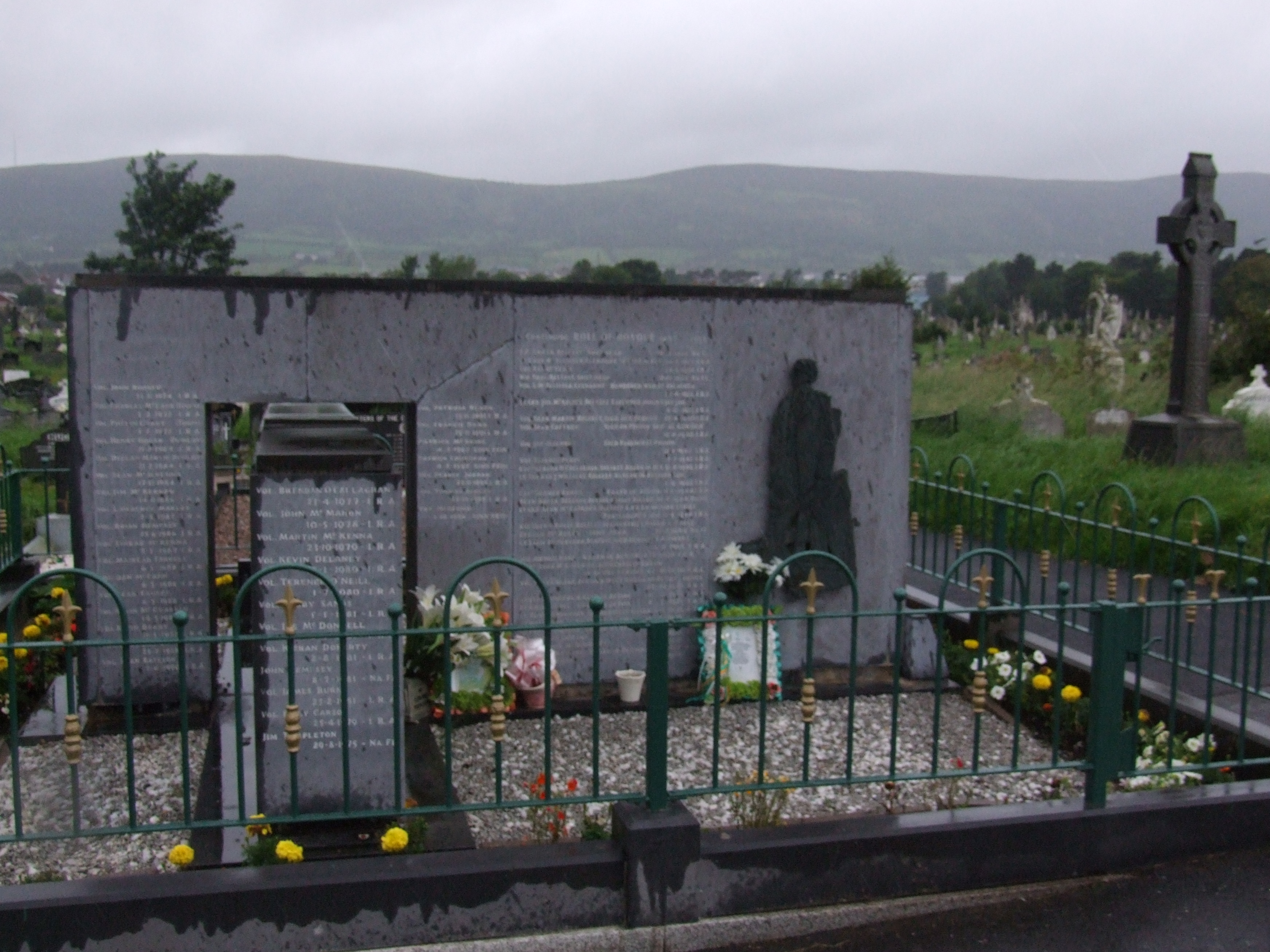
Monumento en la parcela del condado de Antrim
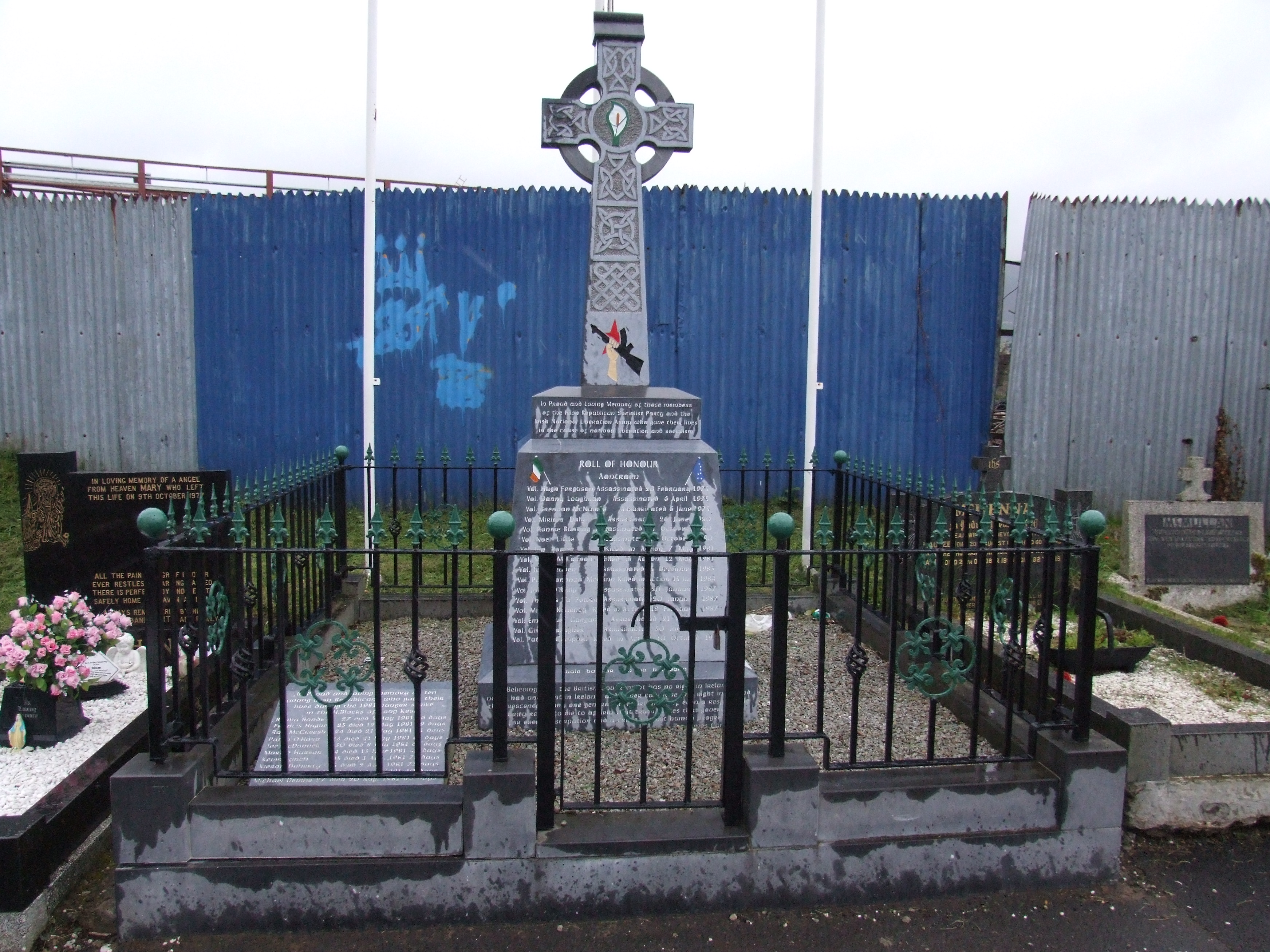
Parcela del ejército nacional de liberación de Irlanda
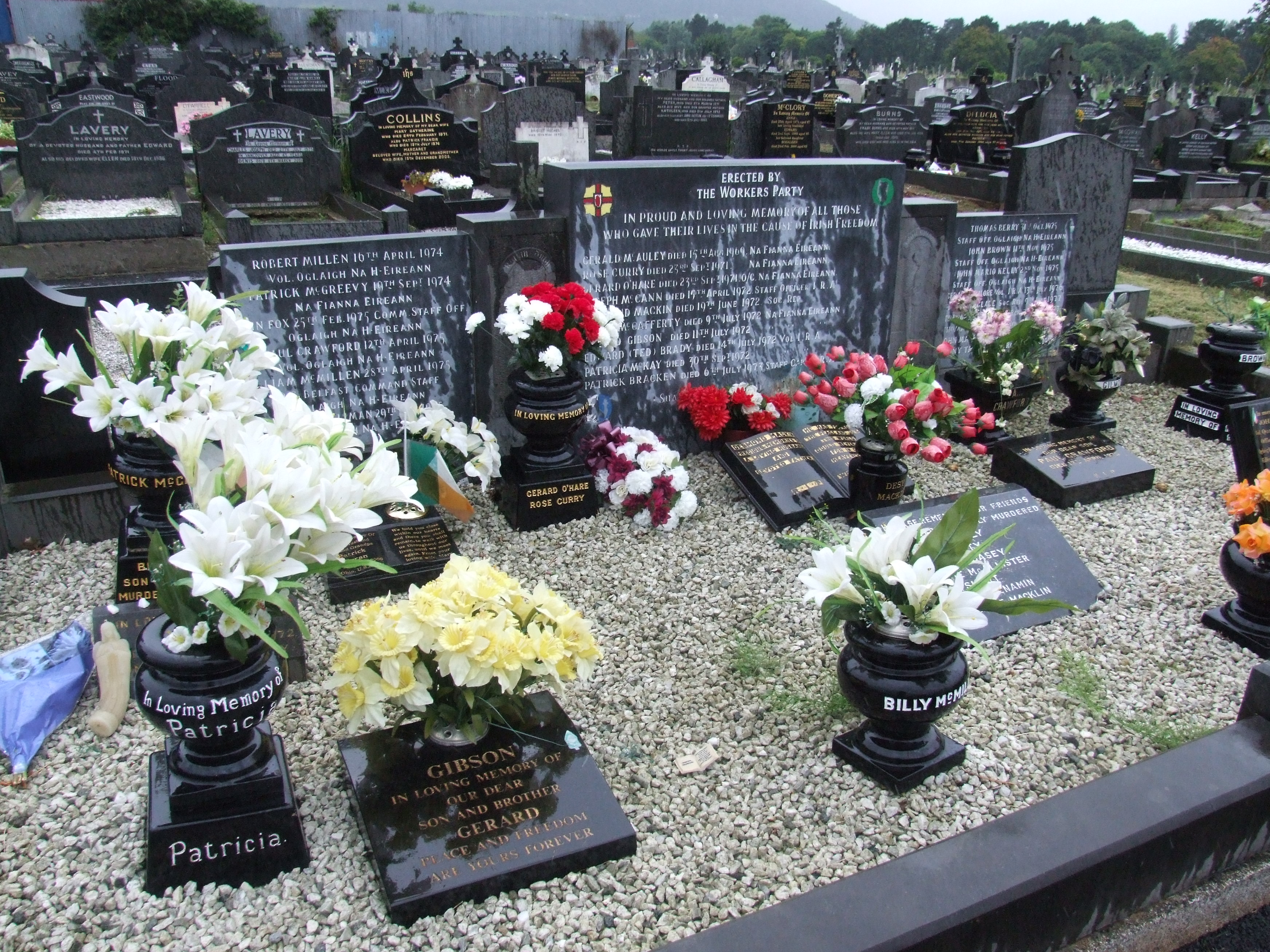
Parcela del partido de los trabajadores de Irlanda
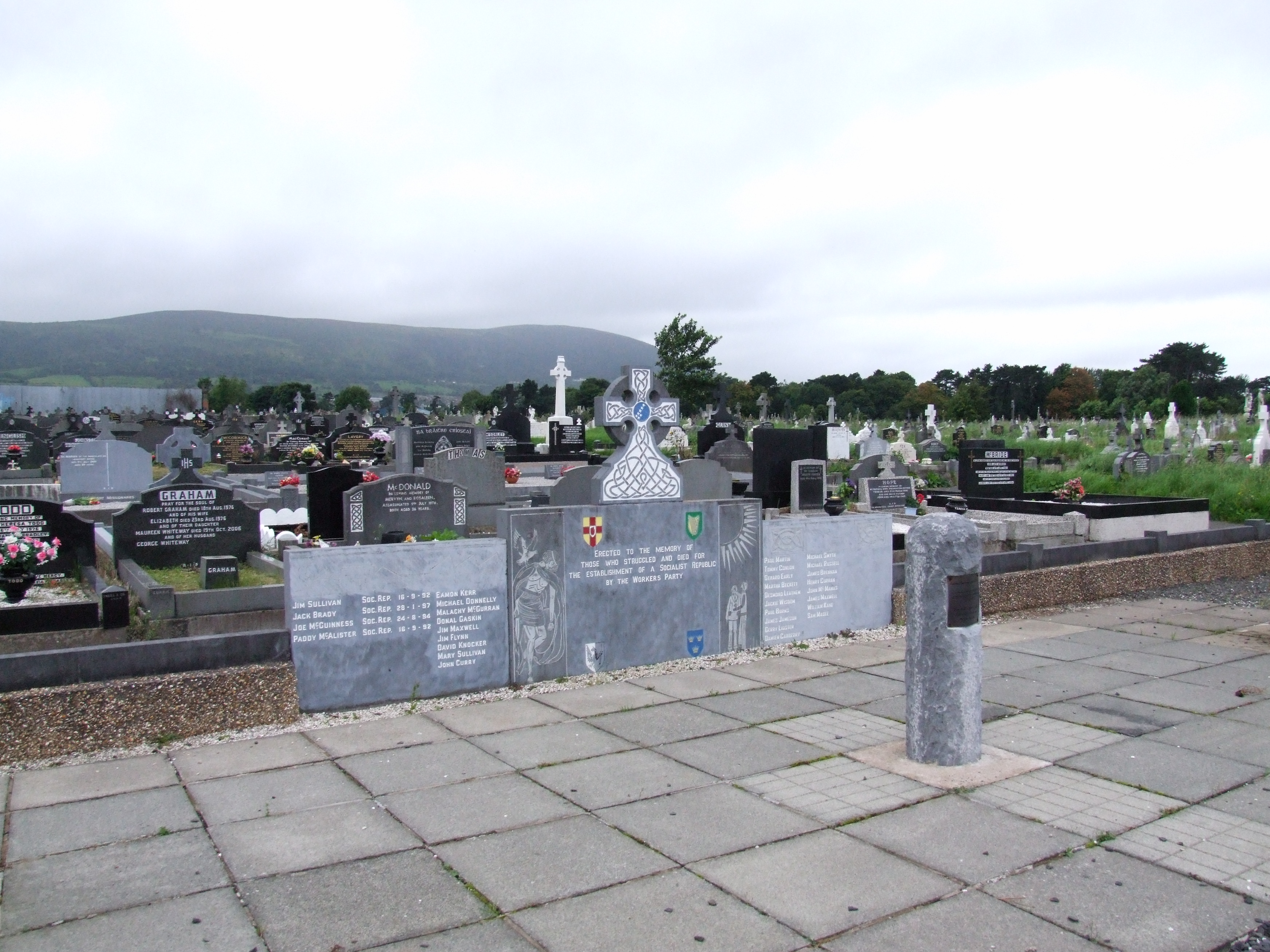
Parcela del partido de los trabajadores
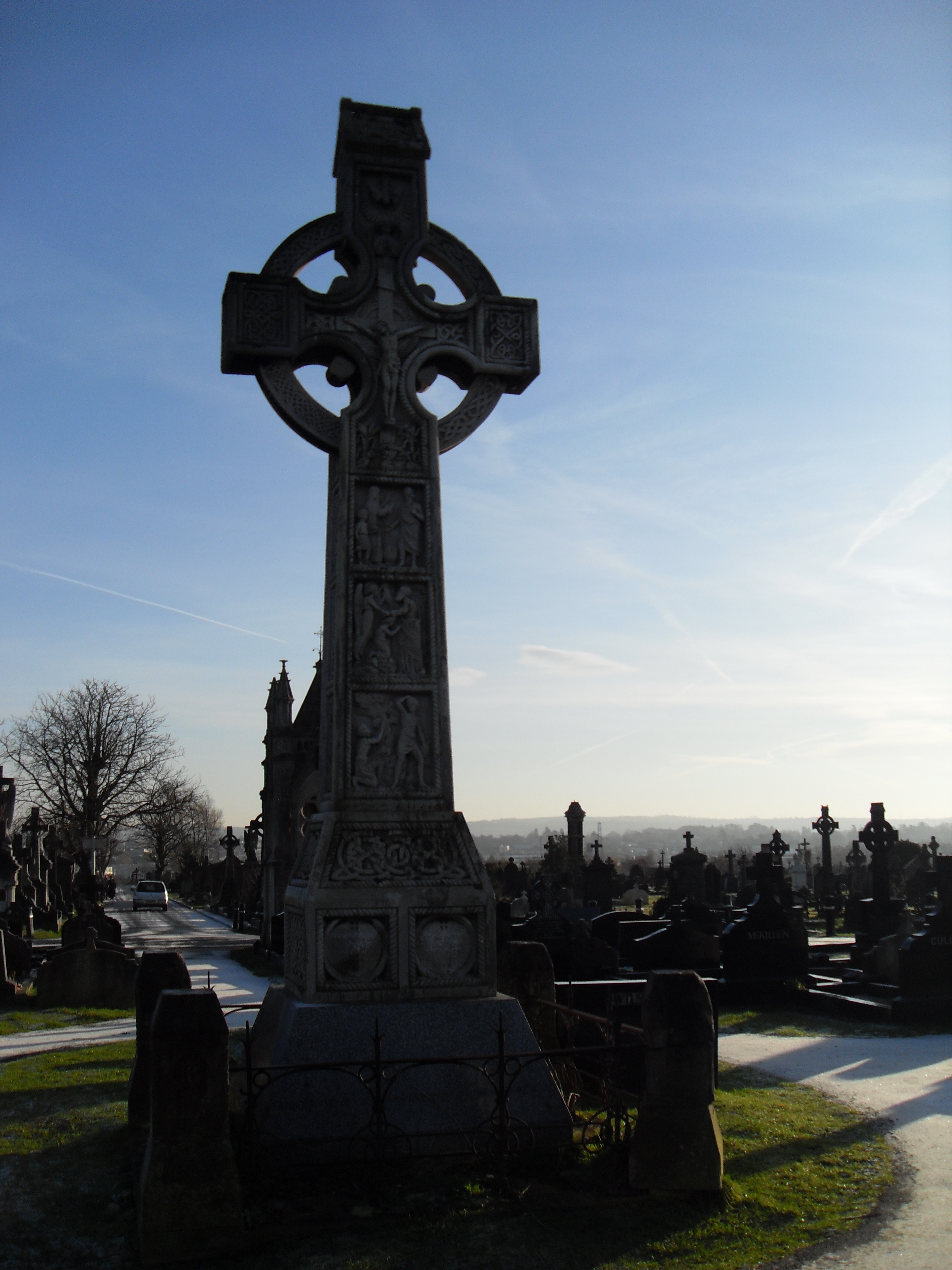
Cruz celta dedicada a los primeros sacerdotes que trabajaron aqui